# Le Cloître-Saint-Thégonnec
Le Cloître-Saint-Thégonnec è un comune francese di 630 abitanti situato nel dipartimento del Finistère nella regione della Bretagna.

## Società

### Evoluzione demografica
Abitanti censiti